# Ester Kosovski
Ester Kosovski ComRB (Polônia, 25 de abril de 1932) é uma jurista, advogada, cientista social, tradutora e professora universitária naturalizada brasileira. É professora emérita da Universidade Federal do Rio de Janeiro, sendo uma das precursoras nos estudos dos direitos humanos no Brasil, da Vitimologia no Brasil e fundadora do Museu Judaico do Rio de Janeiro.
Ela é irmã do professor universitário Jayme Luiz Szwarcfiter e mãe do ator Ricardo Kosovski.

## Biografia
Ester Kosovski (nascida Ester Szwarcfiter) veio com sua família judia de origem polonesa para o Brasil, fugindo da perseguição nazista que ocorria na Europa e que desembocou na Segunda Guerra Mundial. Chegando aqui, ela acabaria se naturalizando cidadã brasileira e casando com Naum Kosovski, passando a se identificar como Ester Kosovski.
Entre 1949 e 1950, ela ingressou na Faculdade de Direito da então Universidade do Distrito Federal, que mais tarde se tornaria a Universidade Estadual do Rio de Janeiro (UERJ), tendo seguido, após a conclusão de sua graduação em direito no ano de 1953, a carreira da advocacia.
Na década de 1960, ela desempenha um papel ativo na aprovação da lei que conferiu a mulher a dispensa de autorização do marido para que ela pudesse trabalhar, receber herança de parente falecido e, na hipótese de separação, poder até mesmo solicitar a obtenção da guarda de seus filhos, o chamado Estatuto da Mulher Casada que era a Lei nº 4.121, de 27 de agosto de 1962, que regulava a situação jurídica da mulher casada, lei promulgada durante a presidência de João Goulart.
No início dos anos 1970, ela volta a ingressar em outros cursos de graduação, tendo obtido o bacharelado em Comunicação Social pela Universidade Federal do Rio de Janeiro (UFRJ) em 1972 e o bacharelado em Administração de Empresas pela Faculdade Moraes Junior - FMJ, que mais tarde se tornaria a Faculdade Mackenzie Rio, em 1973.
Fruto de sua militância na aprovação do Estatuto da Mulher Casada, ela voltaria à carreira acadêmica, ao ingressar no mestrado em Comunicação na UFRJ, tendo concluído o seu mestrado em 1978, sob orientação do professor e sociólogo baiano Muniz Sodré com pesquisa sobre os códigos sociais de comunicação em penitenciárias brasileiras.
Em 1977, ela participa com seu marido Naum e os casais Jorge e Bela Josef e Chaim e Rosa Szwertszarf, da fundação do Museu Judaico do Rio de Janeiro, entidade voltada para o resgate e conservação da história e memória da comunidade judaica do Rio de Janeiro.
Ela concluiu o seu doutorado em Direito, também na UFRJ, ao defender tese em 1981, na qual ela desenvolveu uma pesquisa sobre as repercussões jurídicas envolvendo o adultério no Brasil, sob a orientação do professor Benjamim Moraes Filho.
Em 1970, ingressa no quadro docente da UFRJ em 1998. Dedicou-se, ao longo da sua carreira universitária ao ensino do direito penal, da criminologia e dos direitos humanos, inclusive chegando a se tornar professora emérita da UFRJ em 1995.
Ainda na década de 1980, ela foi Fullbright Scholar, pesquisadora e visiting professor na Union Graduate College, em Schenectady, estado de Nova York, Estados Unidos da América, faculdade que hoje integra a Clarkson University.
Ester Kosovski foi presidente do Conselho Federal de Entorpecentes (CONFEN), órgão colegiado que daria origem às instituições públicas Conselho Nacional Anti Drogas (CONAD) e Secretaria Nacional Anti Drogas (SENAD), tendo exercido o seu mandato entre os anos de 1989 a 1992.
Ela foi agraciada pelo Ministério das Relações Exteriores do Brasil com a Ordem do Rio Branco, no grau de Comendadora, conferido pelo Itamaraty em 1992.
Foi professora visitante no Programa de Pós-Graduação em Direito da UERJ, entre 1998 a 2004, e da Faculdade de Direito de Campos do Centro Universitário Fluminense (UNIFLU), desde o final dos anos 1990. 
Em agosto de 2003, ela participou da fundação da Associação pela Reforma Prisional (ARP), entidade civil que buscava repensar o modelo penal de encarceramento existente no Brasil, junto com vários intelectuais e ativistas como Abdias Nascimento, Cândido Mendes de Almeida, Augusto Boal, Hédio Silva, Gilberto Velho, Sueli Carneiro, Zezé Mota, entre outros, tendo sido eleita para compor o seu Conselho Deliberativo, junto com Julita Lemgruber e Augusto Thompson.
Ester Kosovski foi nomeada em 2005 para compor o Conselho de Bioética do Instituto Nacional de Câncer (INCA), pela Portaria nº INCA/MS nº 263, de 22/12/2005, tendo sido reconduzida em 2007, pela Portaria INCA/MS nº 117 de 03/05/2007.
Durante o ano de 2017, o IAB agracia Ester Kosovski com a Medalha Montezuma e a Medalha Levy Carneiro, esta última entregue em sessão especial daquele instituto em Homenagem ao Dia Internacional da Mulher.
Foi a primeira mulher a ser ganhadora da Medalha Teixeira de Freitas em 2021, premiação conferida pelo Instituto dos Advogados do Brasil.

## Estudos de Vitimologia no Brasil
Ester Kosovski desenvolvia desde os anos 1970 contribuições teóricas para o campo da criminologia no Brasil com seus estudos sobre a comunicação dos presos nas instituições totais penitenciárias e, também para a criminologia feminista, com suas investigações sobre os aspectos sociojurídicos do adultério.
Nos anos 1980, ela ainda foi uma das principais responsáveis pela introdução no Brasil do pensamento criminológico da venezuelana Lola Aniyar de Castro, teórica da escola criminológica latino-americana e também expoente da vitimologia, ao traduzir o livro Criminologia da Reação Social.
Nesse mesmo período, ela contribuiu para a introdução da vitimologia no Brasil, campo de estudos interdisciplinar que busca compreender a vítima sob um aspecto amplo (psicológico, social e econômico), tornando-se uma das principais expoentes do tema, tendo participado da fundação, em 1984, da Sociedade Brasileira de Vitimologia, entidade na qual ocupou o cargo de presidente.

## Obras publicadas
- KOSOVSKI, Ester. A penitenciária e seu universo comunicativo. Rio de Janeiro: UFRJ, 1977.
- KOSOVSKI, Ester. Adultério. Rio de Janeiro: Codecri, 1983.
- KOSOVSKI, Ester. Anatomia do Código Penal - Visão Estrutural da Nova Parte Geral. Rio de Janeiro: Freitas Bastos, 1985.
- KOSOVSKI, Ester. A Lei pelo Avesso. Rio de Janeiro: Forense, 1987.
- KOSOVSKI, Ester. Anatomia do Código Penal - Visão Estrutural da Parte Especial. Rio de Janeiro: Freitas Bastos, 1988.
- KOSOVSKI, Ester (org.). Vitimologia: Enfoque interdisciplinar. Rio de Janeiro: Reproarte, 1993.
- KOSOVSKI, Ester. Drogas, Alcoolismo e Tabagismo. Rio de Janeiro: BIOMED, 1995.
- KOSOVSKI, Ester (org.). Ética na Comunicação. Rio de Janeiro: Mauad, 1995.
- KOSOVSKI, Ester. O "crime" de adultério. Rio de Janeiro: Mauad, 1997.
- KOSOVSKI, Ester (Org.). Que corpo é esse?. Rio de Janeiro: Mauad, 1999
- KOSOVSKI, Ester et al (Orgs.). Temas de vitimologia. Rio de Janeiro: Lumen Juris, 2000.
- KOSOVSKI, Ester; PIEDADE JUNIOR, Heitor. (Orgs.). Temas de vitimologia II. Rio de Janeiro: Lumen Juris, 2001.

## Traduções

### Originais em língua espanhola para o português
- DRAPKIN, Israel. Manual de Criminologia (1978).[14][15]
- ANIYAR de CASTRO, Lola. Criminologia da reação social (1983).[11]